# 薄 (駆逐艦)
薄（すすき）は、大日本帝国海軍の駆逐艦で、樅型駆逐艦の12番艦である。

## 艦歴
1920年（大正9年）5月3日、東京石川島造船所で起工。1921年（大正10年）2月21日午後3時30分進水。同年5月25日竣工。
1937年（昭和12年）から1938年（昭和13年）まで、日中戦争において華北沿岸の作戦に参加した。
1940年（昭和15年）4月1日、哨戒艇に類別変更。第三十四号哨戒艇に改称。
太平洋戦争において南方で海上護衛、哨戒作戦に従事。1943年 （昭和18年）3月6日、船団護衛中にカビエン南方で特務艦矢風と衝突。この時に前部マスト後方で船体が分断されて前部が沈没。後部は防水作業に成功し、曳船の曳航でトラックに移動。同地にて仮設艦橋と仮設艦首の取り付けが行われ、以降トラックから離れることはなかった。同年5月1日、第四予備哨戒艇(第四予備艦は廃艦予定の艦が指定される)に指定され、兵装の撤去が行われた。1944年（昭和19年）2月17日から18日にかけて、トラック島空襲に遭遇するも被害はなかった。その後もトラックは米軍の空襲を何度か受け、7月3日の空襲で被弾沈没した。1945年（昭和20年）1月10日に除籍。
現在、夏島(デュブロン島)の西、水深15mの地点にて左舷を下にして若干傾斜した状態で沈んでおり、後部砲座跡や仮設艦首、機械室等を見ることができる。

## 艦長
※『日本海軍史』第9巻・第10巻の「将官履歴」及び『官報』に基づく。
艤装員長
- 石井先知 少佐：1921年2月10日[11] - 1921年3月19日[12]

駆逐艦長
- 石井先知 少佐：1921年3月19日[12] - 1921年7月1日[13]
- 西川速水 少佐：1921年7月1日[13] - 1922年12月1日[14]
- 久我徳一 少佐：1922年12月1日[14] - 1923年6月11日[15]
- 長尾惣助 少佐：1923年6月11日[15] - 1924年12月1日[16]
- 広瀬末人 少佐：1924年12月1日 - 1927年6月20日
- （兼）宮武重敏 少佐：1927年6月20日[17] - 1927年12月1日[18]
- 高橋一松 少佐：1927年11月15日[19] - 1928年12月10日
- 中川浩 少佐：1928年12月10日 - 1929年10月3日
- 村上暢之助 大尉：1929年10月3日 - 1931年11月2日
- 佐々木丙二 大尉：1931年11月2日[20] - 1932年5月30日[21]
- 森可久 少佐：1932年5月30日[21] - 1932年12月1日[22]
- 野間口兼知 大尉：1932年12月1日[22] - 1934年11月15日[23]
- 田村礼三 少佐：1934年11月15日[23] - 1935年11月15日[24]
- （兼）宇垣環 少佐：1935年11月15日[24] - 1936年5月26日[25]
- （兼）愛甲文雄 大尉：1936年5月26日[25] - 1936年12月1日[26]
- （兼）上杉義男 少佐：1936年12月1日[26] - 1937年4月6日[27]
- （兼）愛甲文雄 少佐：1937年4月6日[27] - 1937年10月25日[28]
- 山下達喜 大尉/少佐：1937年10月25日[28] - 1939年2月20日[29]

第一哨戒艇隊特務艇長
- 八巻循吉 予備大尉：1941年11月20日[30] - 1942年4月10日[31]

哨戒艇長
- 八巻循吉 予備少佐：1943年2月15日[32] -